# Cloris Leachman
Cloris Leachman (født 30. april 1926, død 26. januar 2021) var en amerikansk skuespiller og komiker.
Hun studerede drama i et år på Northwestern University og deltog derefter i en skønhedskonkurrence, hvor hun blev nummer 2 i Miss America-konkurrencen i 1946. En af præmierne var en rolle i en film, der blev indspillet i New York, og hun begyndte derefter at optræde på Broadway.
Hun havde den kvindelige hovedrolle som den sexede forførerske i Kys mig til døde i 1955 og optrådte efterfølgende i en række film, men forblev relativt ukendt indtil 1971, da hun modtog en Oscar for bedste kvindelige birolle i Peter Bogdanovichs film Sidste forestilling. Desuden var hun kendt for sin faste rolle gennem fem år i The Mary Tyler Moore Show samt en række andre tv-serier. Hun modtog således hele otte Primetime Emmy Awards.
Mellem 1953 og 1979 var hun gift med instruktør og producent George Englund. De fik fem børn sammen.